# Первая выставка импрессионистов
Первая выставка импрессионистов (фр. Première exposition des peintres impressionnistes) — художественная выставка 1874 года, организованная «Анонимным обществом художников живописцев, скульпторов и гравёров» и проходившая в Париже на бульваре Капуцинок в бывшей мастерской фотографа Надара. С этой выставкой связано возникновение, закрепление и распространение термина «импрессионизм», появление которого было во многом вызвано критической статьёй журналиста Луи Леруа, который так в своей статье в журнале «Le Charivari» пренебрежительно отозвался о художниках, выставивших картины на этой экспозиции, и в частности о картине Клода Моне, обозначенной в каталоге выставки «Впечатление. Восходящее солнце». Итоги выставки для группы были разочаровывающими, как в финансовом плане, так и в отношении налаживания положительных контактов с публикой, критикой и собирателями живописи. Всего с 1874 по 1886 годы было проведено восемь выставок импрессионистов, последняя из которых совпала с распадом импрессионизма как единого и цельного течения.

## История

### Подготовка к выставке

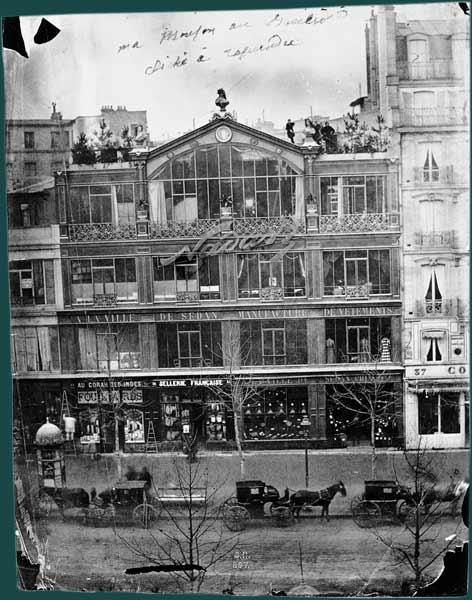
Ателье Надара, Бульвар Капуцинок, 35. Фотография 1870 г.

После франко-прусской войны (1870—1871) во Франции в течение нескольких лет наблюдался экономический рост, и цены на картины достигли сравнительно высокого уровня. Однако к 1874 году наметился тяжёлый экономический кризис, и многие художники оказались в трудном материальном положении. Академический салон продолжал отвергать картины молодых художников. Тогда 27 декабря 1873 года в Париже будущие импрессионисты с целью организации свободных выставок своих произведений, независимых от официального Парижского салона создали Анонимное кооперативное объединение художников живописцев, скульпторов и гравёров, а затем так называемую «батиньольскую группу» (по названию квартала Батиньоль на Монмартре), объединившую вокруг Эдуарда Мане многих художников, живших в этом районе, прозванном «Маленькой Польшей» (La Petite Pologne).
С целью привлечь внимание к своей живописи художники, члены «батиньольской группы», позднее получившие известность как импрессионисты, решили провести групповую выставку своих картин. Джон Ревалд в своей классической работе «История импрессионизма» описывал эту ситуацию следующим образом: «После двух лет стабильности, оказавшись снова в неопределённом положении, друзья были вдвойне заинтересованы в апелляции к широкой публике, надеясь, что такая манифестация поможет им завоевать больший престиж, чем участие в Салоне. Кроме того, такая выставка позволила бы каждому из них показать более трёх картин, разрешённых в Салоне». По замечанию искусствоведа Жана-Поля Креспеля, из-за непримиримой позиции жюри Салона, которое отвергало большинство картин новой живописи, приходилось искать новые пути для завоевания публики и таким образом: «Мысль о выставке, витавшая в воздухе ещё до 1870 года, была подхвачена Клодом Моне, её поддержали Ренуар, Писсарро и Дега. Последний ненавидел дух Салона и после того, как Мане отошёл от дел, стал главным организатором выставки. В глазах молодых художников Дега стал, по праву старшинства, знаменосцем независимого искусства…» Кроме того, отмечается, что в этот период у будущих импрессионистов уже сложилась определённая система, которую необходимо было продемонстрировать публике.
В этот период художники, которых впоследствии назовут основоположниками импрессионизма, составляли более или менее сплочённую группу, называемую «батиньольцами» (они часто собирались в то время в кафе Гербуа по улице Батиньоль на Монмартре), однако и у них имелись эстетические разногласия и различные мнения по поводу организации выставки, которые вызывали горячие споры. Так, Эдгар Дега, который вообще стоял несколько обособленно в этой группе, настаивал на привлечении как можно большего количества художников «со стороны», предпочтительно таких, которые выставлялись в официальном Салоне, чтобы их предприятие не имело чересчур «революционного характера». Он доказывал, что они сделают себя менее уязвимыми перед критикой и общественным мнением и повысят свои шансы на более благосклонный приём, если объединятся с художниками, чьи воззрения не покажутся столь вызывающими в глазах широкой публики. На это ему возражали, что выставка, ограниченная членами только их группы, будет более единой и сильнее подчеркнёт своеобразный характер их творчества. По мнению Джона Ревалда: «Если в конечном счёте точка зрения Дега и взяла верх, то из одних лишь практических соображений, так как при большом числе выставляющихся автоматически снижалась сумма, которую должен был внести каждый участник выставки». По мнению Креспеля, положение Дега в этой группе было двойственным, несмотря на то, что Мане в тот период несколько стоял в стороне и на Дега возлагались надежды как на лидера группы художников, «восхищение которых вызывало у него скорее страх, нежели удовольствие», при этом он настойчиво стремился завоевать официальное признание: «Ведь он и дальше собирался представлять свои картины на суд жюри Салона в надежде быть принятым (что в итоге и произошло), награждённым и таким образом поставленным вне конкурса. Его упорство в конце концов было вознаграждено: принятый в 1875 и 1877 годах в Салон, он в 1882-м наконец получил долгожданный приз за второе место, причём не за самую лучшую из своих картин — „Портрет Пертюизе“».
Также полемику вызвало предложение наиболее демократически настроенного Камиля Писсарро, «воодушевлённого социалистическими взглядами», который настаивал на организации участников выставки на началах кооператива, а в качестве образца предлагал устав профессиональной организации булочников, который он изучал в Понтуазе. К регламенту этого устава он также добавлял ряд своих правил, с различного рода ограничениями и взысканиями. Однако Огюст Ренуар, испытывавший панический ужас от какого-либо администрирования творческой деятельности, сумел убедить своих друзей в необходимости отклонить это предложение Писсарро. В итоге было решено, что каждый участник будет вносить в общий фонд выставки одну десятую часть дохода от предполагаемой продажи картин.
С учётом предшествующих негативных моментов, которые возникали, в частности, при развеске картин в академическом Салоне, когда их картины размещали в наиболее невыигрышных местах, несоответствующих их размеру и тематике, важное значение при подготовке к выставке было уделено проблеме размещения картин участников. В конечном итоге художники пришли к такому соглашению: место каждой картины должно было определяться жребием, в том случае если только участники не предпочтут решать этот вопрос голосованием. Кроме того, для того чтобы выставляемые картины представляли собой была более гармоничное собрание, пошли на следующий компромисс: картины прежде всего классифицировались по величине, и только потом жребий решал, где они будут повешены.

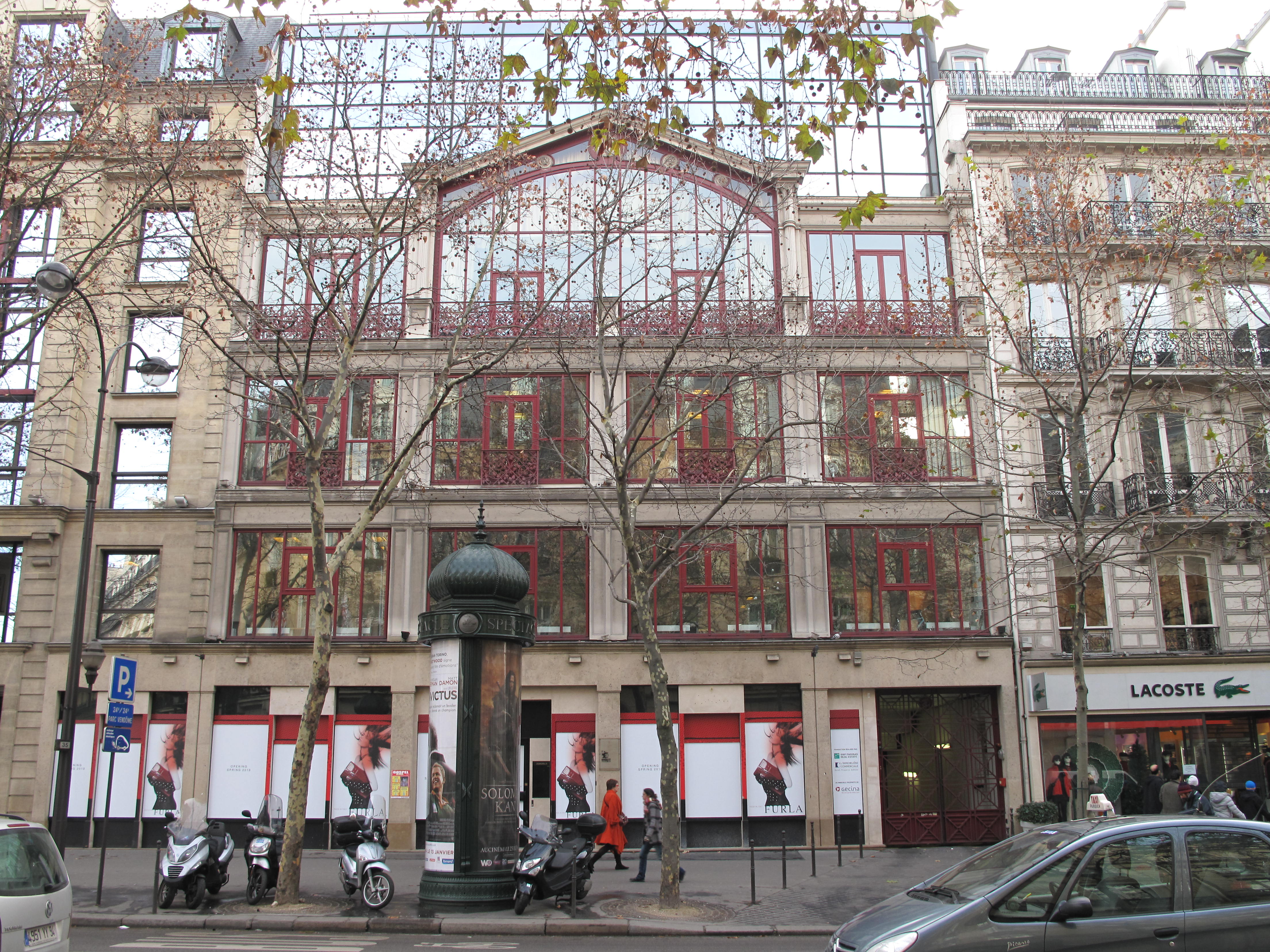
Фасад здания, в котором размещалась мастерская Надара. Современная фотография

По счастливой случайности, учитывая материальные затруднения художников, помещение для выставки досталось им бесплатно в виде мастерских, только что оставленных их другом фотографом Надаром. Фотоателье, которое ранее снимал Надар, но оставил его внеся плату наперёд, а срок аренды не истёк, находилось на втором этаже здания и было очень выгодно расположено — на углу улицы Дону и бульвара Капуцинок, 35, в самом центре Парижа. Широкая и богато оформленная лестница вела в эту галерею прямо с бульвара Капуцинок. Сами помещения фотомастерской представляли собой целый ряд больших комнат с красновато-коричневыми стенами, на которые свет падал сбоку, как в жилом помещении. Местоположение выставки надоумило Дега, всё ещё стремившегося придать готовящемуся проекту ещё более компромиссный, «нейтральный характер», предложить, чтобы группа называлась «Капуцинка» (настурция — фр. capucine) и можно было использовать этот цветок при оформлении материалов выставки (каталог, афиши и т. д.). Однако и это предложение Дега также было отклонено, из-за опасений, что враждебно настроенная критика может увидеть в этом какую-либо программу, свидетельствующую о существовании неофициальной художественной школы или вызов признанному искусству, и в результате было решено, что организаторы выставки возьмут название «Анонимное общество художников, живописцев, скульпторов и гравёров» (фр. Société anonyme des artistes peintres, sculpteurs et graveurs).

## Участники выставки
После согласования подготовительных моментов и благополучного решения ситуации с галереей выставки началась активная кампания по подбору и привлечению её участников. Занимались этим Клод Моне, Огюст Ренуар, Альфред Сислей, Камиль Писсарро, Эдгар Дега и Берта Моризо, причём и в этом вопросе Дега проявил себя наиболее активным членом группы, внеся наибольшее количество предложений. От участия в выставке отказался лидер и основоположник импрессионистов Эдуар Мане, который после недавнего успеха своей картины «За кружкой пива» всё ещё надеялся добиться признания благодаря Салону, уговаривая Ренуара, Моне, и особенно Берту Моризо отказаться от их затеи. Кроме того, когда его пригласили участвовать, он заявил: «Я никогда не буду выставляться вместе с господином Сезанном»", но последнего сумел отстоять Писсарро. Примечательно, что Мане, который признаётся основоположником и лидером импрессионизма, его «глашатаем и главой революционного движения», так и не принял участия в выставке, и, более того, ни разу не выставлялся ни на одной из восьми групповых выставок импрессионистов.

После согласования кандидатур было отобрано 29 участников, но в последний момент к группе присоединился ещё и Феликс Бракмон. В конечном итоге в выставке участвовало 30 художников, которые представили на обозрение публики 165 своих работ:  
- Захария Аструк
- Антуан Фердинан Аттендю
- Эдуар Бельяр
- Эжен-Луи Буден
- Феликс Бракмон
- Эдуар Брандон
- Пьер Изидор Бюро
- Адольф-Феликс Кальс
- Поль Сезанн
- Гюстав-Анри Колен
- Луи Дебра
- Эдгар Дега
- Джузеппе Де Ниттис
- Арман Гийомен
- Луи Латуш
- Людовик-Наполеон Лепик
- Станислас Лепин
- Леопольд Левер
- Альфред Мейер
- Клод Моне
- Огюст де Молен
- Берта Моризо
- Эмильен Мюло-Дюриваж
- Огюст Оттен
- Леон-Огюст Оттен
- Камиль Писсарро
- Огюст Ренуар
- Леон-Поль-Жозеф Робер
- Анри Руар
- Альфред Сислей

### Выставка
Развеской более полутора сотен работ — картин, этюдов, рисунков — непосредственно руководил Огюст Ренуар, а его брат Эдмон входил в комитет, ответственный за составление и издание каталога выставки, но в связи с тем, что другие члены комитета были малоактивны, фактически груз ответственности был возложен на брата художника.    

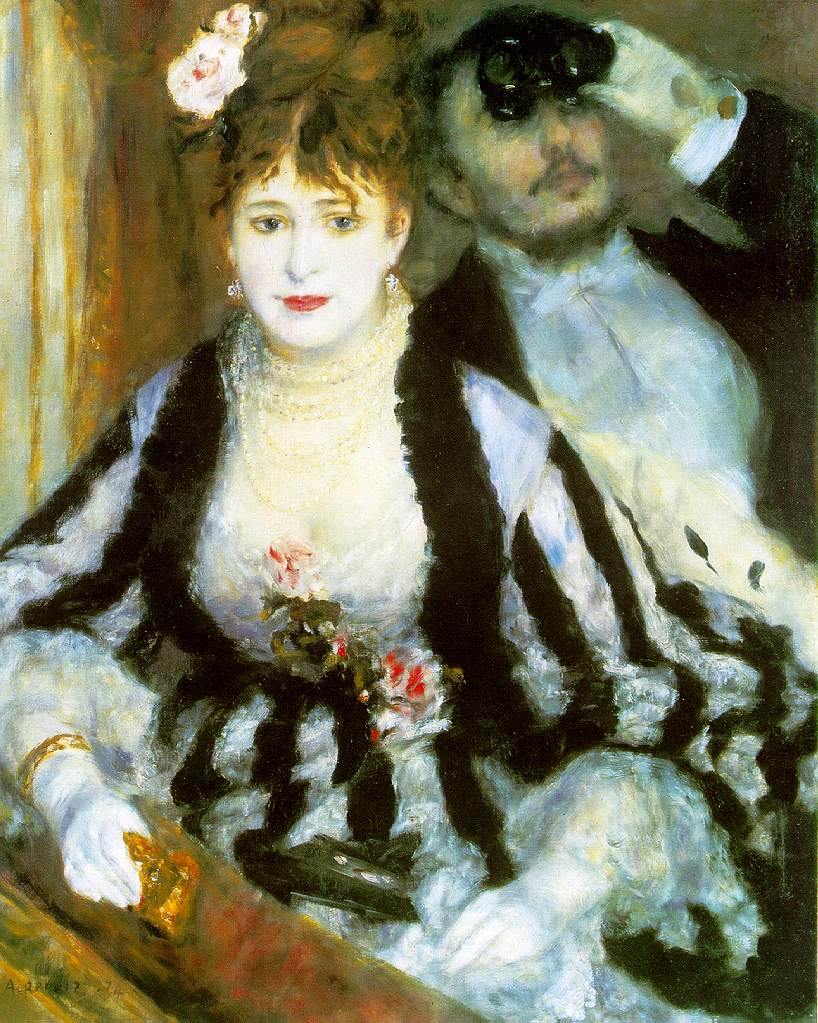
Огюст Ренуар. Ложа, 1874, Институт искусства Курто, Лондон

На выставке были представлены следующие примечательные работы: несколько пейзажей Овера, «Дом повешенного» и «Новая Олимпия» Сезанна, Дега — десять картин, рисунков и пастелей, изображающих его излюбленные темы — скачки, танцовщиц и прачек, Гийомен — три пейзажа, Моне — пять картин и среди них картина, представленная в каталоге как «Впечатление. Восход солнца» (фр. Impression, soleil levant), несколько ранних работ и семь пастельных этюдов, Берта Моризо выставила девять картин (среди них «Колыбель»), акварели и пастели, Писсарро — пять пейзажей, Ренуар — шесть полотен, включавших его «Ложу» и «Балерину» («Танцовщицу»), написанные в предыдущем году, и одну пастель, Сислей — пять пейзажей, а остальные 114 работ были созданы другими художниками, не имеющими непосредственного отношения к группе художников, как безоговорочно разделяющие их художественные принципы. По мнению Н. В. Бродской, из-за особенностей отбора на выставку представленные на ней полотна имели чрезвычайно пёстрый состав, и фактически новую манеру живописи демонстрировали лишь несколько художников: «К. Моне, О. Ренуар, А. Сислей, К. Писарро, Э. Дега, Б. Моризо и ещё кое-кто из очень близких им друзей».   

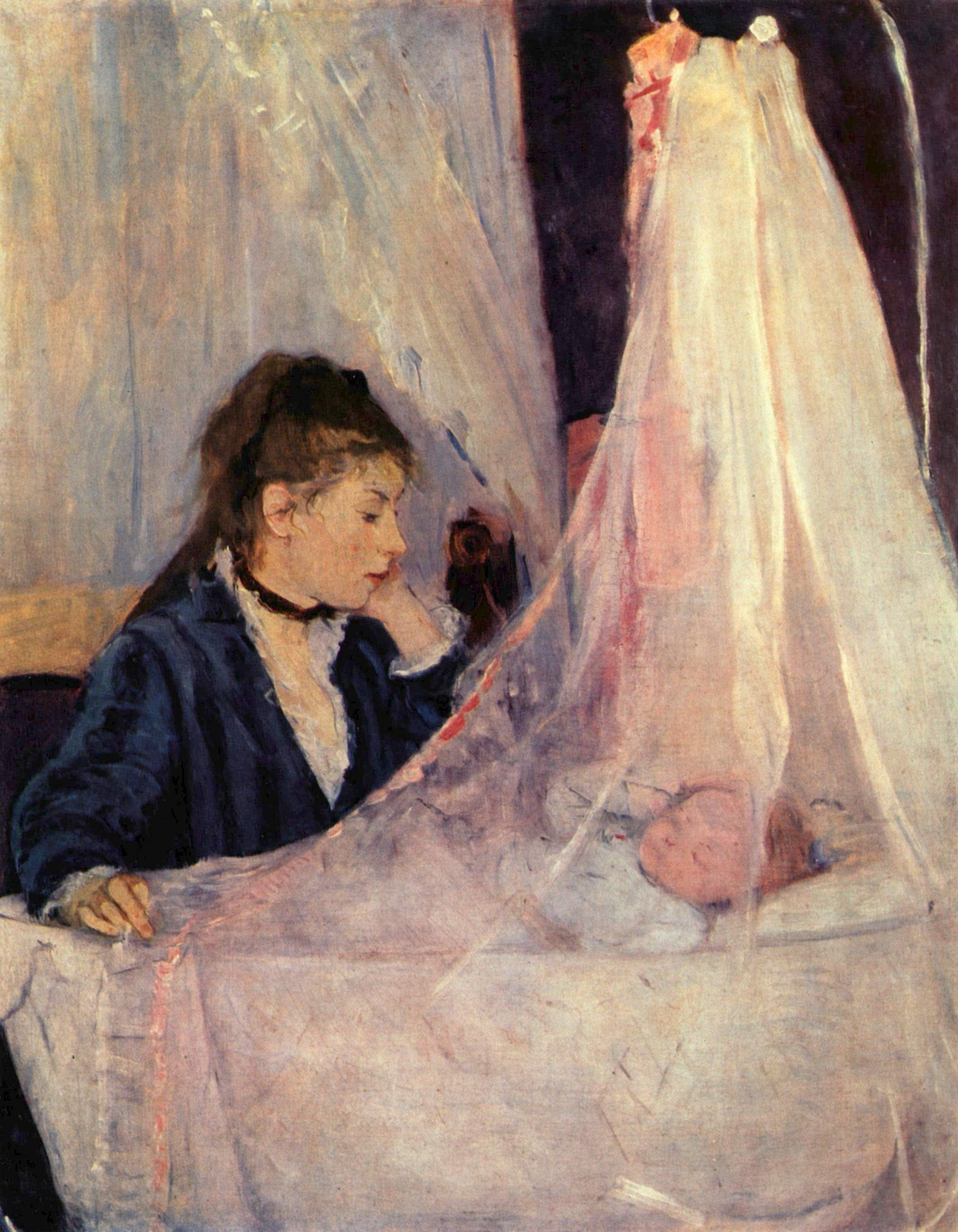
Берта Моризо. Колыбель, 1873

В настоящее время несмотря на наличие ряда обстоятельных работ на эту тему точно идентифицировать, какие именно работы были представлены на выставке, является затруднительным делом, что можно объяснить тем, что в каталогах выставки были перечислены только названия картин, но не указаны ни их размеры, ни даты и таким образом не всегда возможно со стопроцентной уверенностью определить выставлявшиеся там работы (художники представляли не только свои последние произведения, но и более ранние). Кроме того, пока проходила выставка, полотна иногда добавлялись, иногда заменялись, а в некоторых случаях произведения, представленные в каталоге, и вовсе не показывались. Тот же Дега часто объявлял большее количество работ, чем присылал на самом деле.
Дега до последней минуты не мог выбрать, какие полотна ему представить; Моне, наоборот, прислал слишком много картин, которые приводили в отчаяние Эдмона Ренуара заурядностью и обыденностью своих названий, например: «Вход в деревню», «Выход из деревни», «Утро в деревне»… Когда в ответ на тривиальность таких названий Эдмон «взбунтовался», согласно воспоминаниям самого Ренуара, Моне спокойно сказал ему на это: «Поставьте — „Впечатление». Позднее художник объяснял, что послал полотно, написанное из его окна в Гавре, где было изображено солнце в тумане и на первом плане несколько виднеющихся мачт и корабль: «Меня спросили название этой картины для каталога, она действительно не могла сойти за вид Гавра. Я ответил: „Поставьте — „Впечатление"».
Выставка продолжалась один месяц, начиная с 15 апреля 1874 года (за две недели до открытия академического Салона), публика могла посетить её с десяти утра до шести вечера и, кроме того, что было нововведением, — с восьми до десяти вечера и вызвала большой резонанс.
Входная плата составляла один франк, каталоги выставки продавались по пятьдесят сантимов, что в то время составляло стоимость приличного обеда в кафе. Вначале выставка, видимо, хорошо посещалась; кроме того, публика, привлечённая скандалом, связанным с новизной и нетрадиционностью картин, «ходила туда главным образом посмеяться». К тому же кто-то пустил характерный анекдот, свидетельствующий о непринятии ещё публикой новой манеры будущих импрессионистов, о том, что их «метод» состоит в том, что пистолет заряжается несколькими тюбиками масляной краски, после чего ими из него стреляют в полотно и завершают «работу» над картиной своей подписью.
Несмотря на известность выставки, которую посетило три с половиной тысячи человек, «в финансовом отношении это было полное фиаско». Так, несколько картин были проданы по крайне низким ценам: за пятнадцать полотен в сумме выручили только 3500 франков, из них «Впечатление. Восход солнца» Моне было приобретено за тысячу франков, а «Дом повешенного» Сезанна — за 200. Таким образом предположение, что эта выставка поможет группе художников улучшить своё материальное положение, привлечь к себе внимание и наладить положительные контакты с коллекционерами, не сбылись, и фактически «художники оказались даже в ещё более бедственном положении, нежели до выставки». В следующем году художники были вынуждены выставить на торги не продавшиеся в ходе выставке полотна в Отель Друо (фр. Hôtel Drouot), где их картины опять плохо приняли и оценили крайне низко; так, «Новый мост» Ренуара, с трудом собрал 300 франков.

### Критика и появления термина «импрессионизм»
По мнению Джона Ревалда, в отношении вернисажа «критики были либо слишком суровы в своих отзывах, либо просто отказывались серьёзно воспринимать выставку». А 25 апреля 1874 года в газете «Le Charivari» вышла сатирическая статья малоизвестного журналиста и малоудачливого художника Луи Леруа «Выставка импрессионистов», которая несмотря на свой разгромный характер в конечном итоге вошла в историю искусства и с которой обычно связывается появление термина «импрессионизм».

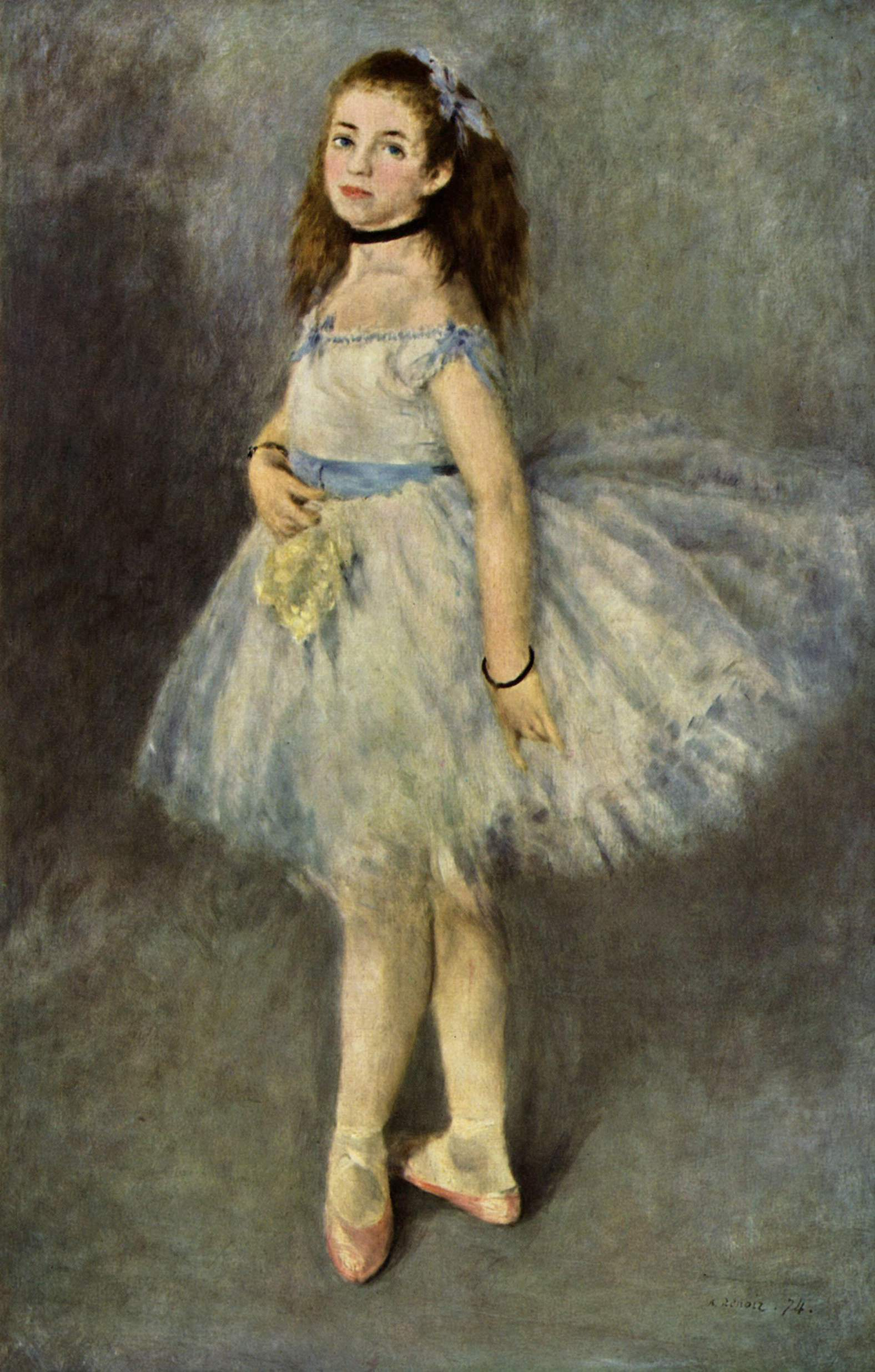
Огюст Ренуар. Танцовщица, 1874. Национальная галерея искусства, Вашингтон

Статья Леруа написана в форме диалога двух любителей живописи, «рискнувших» отправиться на выставку, один из которых — Жозеф Винсент, художник-пейзажист, ученик «Бертена (академика), получавшего медали и награды при нескольких правительствах!», который надеялся увидеть там картины «не чуждые некой художественной манеры, культуры формы и уважения к старым мастерам». Переходя от картины к картине, герои статьи обсуждают их, и первой, которой «выпала такая честь», была картина Ренуара:
Войдя в первую комнату, Жозеф Винсент получил первый удар перед «Балериной» господина Ренуара. «Как жаль, — сказал он мне, — что художник, обладающий известным пониманием цвета, не умеет рисовать, ноги его балерины похожи на её газовые юбки».
— Вы слишком строги к нему, — ответил я, — наоборот, рисунок очень лаконичен.

Ученик Бертена, решив, что я иронизирую, довольствовался тем, что пожал плечами, не взяв на себя труд возразить.
 Следующей описанной картиной было «Вспаханное поле» Писсарро, при виде которой Жозеф Винсент подумал, что стёкла его очков загрязнились, и он их тщательно протёр, после чего рассмотрев картину, вскричал: «Да ведь это поскрёбки с палитры, брошенные на грязный холст. Тут ничего не разберёшь. Где хвост, где голова, где верх, где низ, где перед, где зад», на что его спутник «возразил»: «— Может быть… зато есть впечатление». Переходя от картины к картине, они описывают их, и в их диалоге то и дело звучит слово «впечатление». По словам автора статьи, Винсент «рассуждал довольно миролюбиво, и ничто не давало мне повода предполагать, что посещение этой выставки, от которой волосы встают дыбом, закончится несчастным случаем».

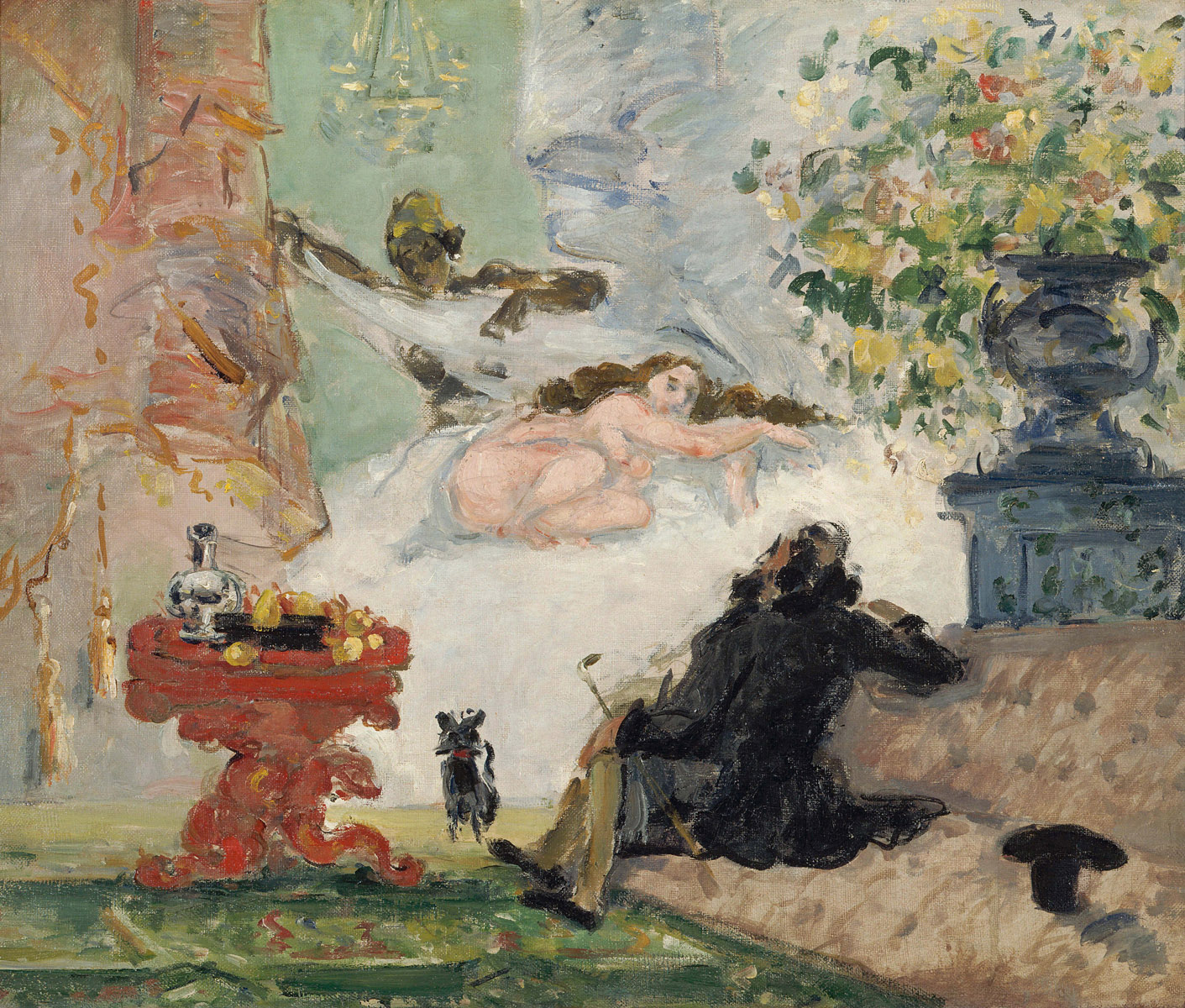
Поль Сезанн. Новая Олимпия, 1873—1874, музей Орсе

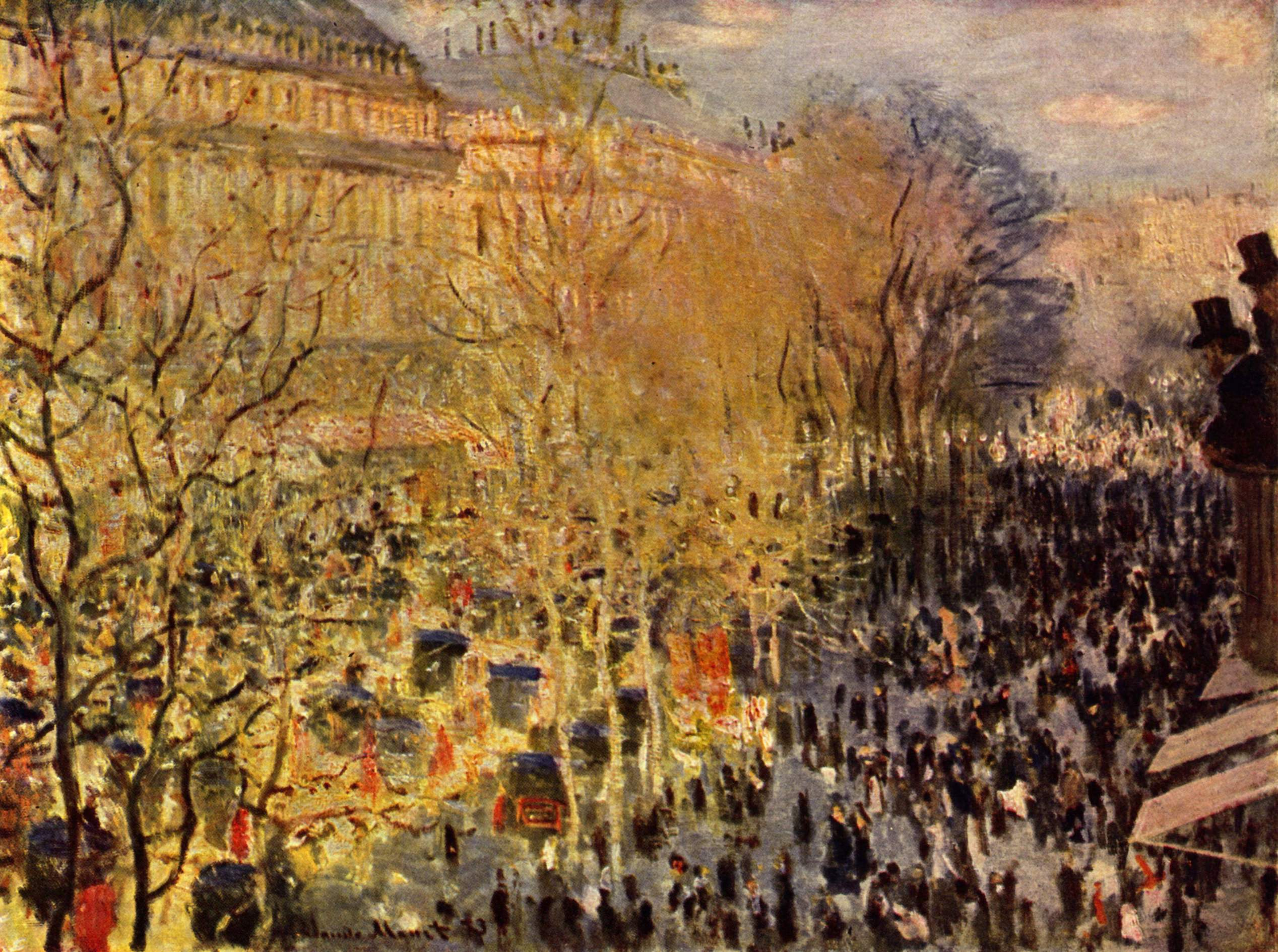
Клод Моне. Бульвар капуцинок, 1873, ГМИИ им. А. С. Пушкина

Прохожих, изображённых на картине Моне «Бульвар капуцинок», Винсент вопрошающе охарактеризовал как «бесчисленные чёрные мазки в нижней части картины, будто её кто-то языком лизал?», после осмотра «Капусты» Писсарро, которую он принял за карикатуру, зарёкся употреблять капусту в пищу, при виде «Дома повешенного» Сезанна он впал в «бредовое состояние»: «Вначале его помешательство было тихим; встав на точку зрения импрессионистов, он начал всё рассматривать с их позиций», однако последний удар по душевному состоянию ученика Бертена был нанесён картиной Моне «Впечатление. Восход солнца.» размещённой под номером 98:
Впечатление — так я и думал. Я только что говорил сам себе, что раз я нахожусь под впечатлением, то должно же в ней быть заложено какое-то впечатление… а что за свобода, что за мягкость исполнения! Обои в первоначальной стадии обработки более закончены, чем этот морской пейзаж…
По словам Винсента, «Новая Олимпия» Сезанна представляет собой сложенную пополам женщину, с которой «негритянка стягивает последнее покрывало, чтобы предложить её во всём её безобразии очарованному взгляду какой-то коричневой куклы». В конечном итоге, описав таким образом ещё несколько картин, статья заканчивалась тем, что Винсент буквально сходит с ума, отплясывая безумный танец перед сторожем выставки, которого принял за картину и под его бессвязные восклицания: «Хи-хо! Я — ходячее впечатление, я — мстящий шпатель, я — „Бульвар Капуцинок“ Моне, я — „Дом повешенного“ и „Новая Олимпия“ Сезанна. Хи-хо!.. Хи-хо!»
Разгромный характер имели и статьи других авторов. Так, американский критик, путая Моне с Мане, который выставлялся в это же время в Салоне, сообщал своим читателям, что на «этой чрезвычайно комической выставке» автор «страшной мазни» в Салоне под названием «Железная дорога», изображающей молодую девушку и ребёнка «по-видимому, вырезанных из жести», показал также две картины «Завтрак» и «Бульвар Капуцинок» и по его мнению, это была «самая абсурдная пачкотня из всей смехотворной коллекции нелепостей». Известный критик Жюль Кларети писал, что устроители выставки «объявили войну красоте», а Писсарро в одном из писем сообщает: «Критика нас поносит и обвиняет в отсутствии знаний. Я возвращаюсь к моим занятиям, что более существенно, чем читать всё это. У них ничему не научишься». Автор статьи в «La Presse» назвал вернисаж «выставкой взбунтовавшихся», а процесс создания представленных на ней картин он вообразил следующим образом:
Выпачкайте белым и чёрным три четверти холста, натрите остальное жёлтым, натыкайте, где придётся красных и синих пятен, и получите „впечатление“ весны, перед которым „посвящённые“ падут от восторга.

Вымажьте серой краской панно, мазните по нему, как попало, несколько чёрных или жёлтых полос, и ясновидцы скажут вам, увидев эту мазню: „Чёрт побери! Как точно передано впечатление от медонского леса.“

 Для откликов в прессе о выставке было типично сравнение художников с безумцами, психически больными людьми, разрушающими основы искусства, детской мазнёй, а также с Салоном отверженных. Так, критик из «La Patrie» писал, что в первом Салоне отверженных можно было видеть обнажённых женщин «цвета захворавшего Бисмарка, жёлтых лошадей и синие деревья», но выставка на бульваре Капуцинок превосходит своего предшественника по безумствам, так как тот Салон по сравнению с нынешним «это Лувр, дворец Питти, галерея Уффици». 

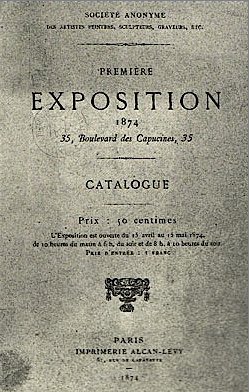
Обложка каталога выставки

Термин «импрессионизм» ранее употреблялся критиками в отношении группы художников-пейзажистов (Камиля Коро, Добиньи, Теодора Руссо, Яна Йонгкинда), а также среди молодых художников во время их дискуссий в кафе «Гербуа», уже в 1860-е годы, то есть ещё до написания знаменитой картины Клода Моне.
По мнению историка А. П. Левандовского, несмотря на то, что в литературе до сих пор нет единого мнения, кто впервые применил термин «импрессионисты» и «импрессионизм», не подлежит сомнению, что эти понятия, характеризующие импрессионизм как название целого направления в живописи, появились только после апрельской выставки 1874 года, которая «обозначила важнейший этап в формировании импрессионизма». При этом «звучало оно тогда как пренебрежительно-насмешливая кличка — ни критики, ни публика не способны были оценить его и принять». При этом группа этих художников первоначально всячески от этого названия открещивалась, продолжая и предпочитая называть себя «независимыми», «батиньольской школой» или просто «батиньольцами». «Однако с течением времени они не только примирились с, казалось бы, случайным названием, но приняли его как определение и своей группы, и всего авангардного направления, зачинателями которого оказались». По мнению Джона Ревалда, термин «импрессионизм», придуманный в насмешку, вскоре был принят группой художников: «Несмотря на отвращение Ренуара ко всему, что могло создать видимость новой „школы“ живописи, несмотря на нежелание Дега принять это определение на свой счёт и несмотря на то, что Золя упорно продолжал называть их „натуралистами“, — новое слово прижилось».

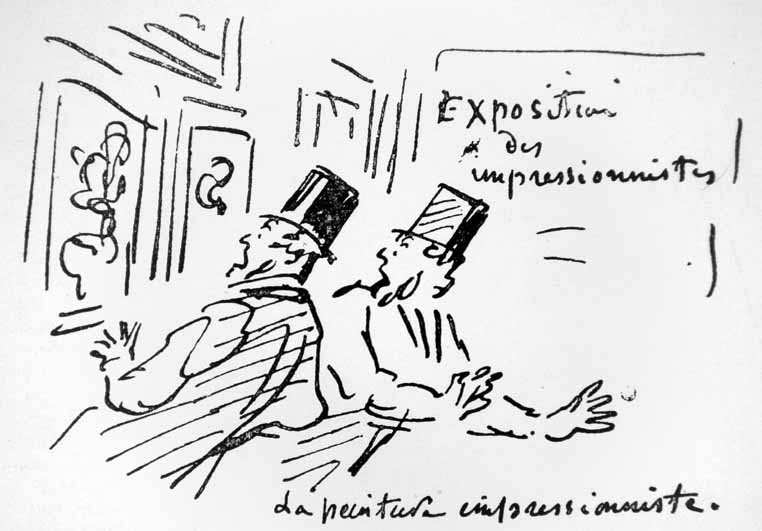
Карикатура Шама, опубликованная в журнале «Шаривари»

Французский кинорежиссёр Жан Ренуар в биографии своего отца приводит его мнение, что эта выставка закончилась для художников новой катастрофой: "Единственное, что мы извлекли из этой выставки, — это ярлык «импрессионизм», который я ненавижу!» Кроме того, эта выставка была большим разочарованием для Огюста Ренуара и в личном плане, так как «его поносили меньше всех», что объяснялось тем, что его считали слишком незначительным художником, чтобы обращать на него внимание и удостаивать критики: «Меня не признавали. Это очень тревожно — когда тебя не хотят знать». Жан Ренуар также приводит такие подробности о выставке:
Публика не отставала от газет: насмешки, прозвища и оскорбления сыпались градом. На выставку шли, чтобы „посмеяться“. Персонажи Деrа и Сезанна, даже очаровательные девушки Ренуара заставляли людей кипеть от негодования. Особенную ненависть вызвала eгo „Ложа“. „Что за хари!“ И откуда только они их выудили?!» Это были мой дядя Эдмон и прелестная Нини! Сын Сезанна уверял, что возмущённый посетитель плюнул на „Мальчика в красном жилете“ его отца…

Несмотря на целый ряд негативных откликов подобных статье Леруа в «Шаривари», звучали и более взвешенные оценки, а некоторые признанные критики посвящали им объективные, а иногда и восторженные статьи в солидных изданиях, к которым Креспель относит:
Среди них — Филипп Берти, Поль Манц, Арман Сильвестр, Кастаньяри, Катулл Мендес; с ними считались значительно больше, нежели с каким-то Леруа. Будучи настоящими специалистами, иногда довольно суровыми в своих оценках, они не только не презирали импрессионистов, но считали их провозвестниками новой эры в искусстве.

## Последующие выставки
Вторая выставка импрессионистов прошла через два года в галерее Дюран-Рюэля по ул. Лепелетье, 11, собрав двадцать участников и вызвав ещё большее непонимание публики и острую критику в прессе.
В целом часто импрессионизм как цельное художественное течение ограничивают именно временем проведения восьми групповых выставок, то есть периодом 1874—1886 годов, как это делал Джон Ревалд и другие специалисты. Однако эта точка зрения оспаривается как несколько ограниченная и неоправданно сужающая хронологические рамки импрессионизма, так как и после распада объединения его участники продолжали работать, общаться между собой, расширяя и совершенствуя свою артистическую систему.